# Palača Dolmabahçe
Palača Dolmabahçe (turško Dolmabahçe Sarayı, IPA: [doɫmabahˈtʃe saɾaˈjɯ]), v okrožju Beşiktaş v Carigradu v Turčiji, na evropski obali Bosporja, je služila kot glavno upravno središče Osmanskega cesarstva in od 1856 do 1887 in 1909 do 1922 (v vmesnem obdobju je bila uporabljena palača Yıldız).

## Zgodovina
Palačo Dolmabahçe je naročil 31. sultan cesarstva Abdulmedžid I., zgradili pa so jo med letoma 1843 in 1856. Prej so sultan in njegova družina živeli v palači Topkapı, a ker srednjeveški Topkapı ni imel sodobnega sloga in razkošja udobja, v primerjavi s palačami evropskih monarhov, se je Abdulmedžid I. odločil zgraditi novo sodobno palačo blizu mesta nekdanje palače Beşiktaş Sahil, ki je bila porušena. Za gradbena dela je bil odgovoren Hacı Said Ağa, projekt pa so realizirali arhitekti Garabet Balyan, njegov sin Nigoğayos Balyan in Evanis Kalfa (člani armenske družine osmanskih dvornih arhitektov Balyan).
Gradnja je stala pet milijonov osmanskih zlatih lir ali 35 ton zlata, kar ustreza ok. 1,9 milijarde dolarjev v današnjih vrednostih (2021). Ta znesek je ustrezal približno četrtini letnih davčnih prihodkov. Pravzaprav je bila gradnja financirana z razvrednotenjem, z množično izdajo papirnatega denarja, pa tudi s tujimi posojili. Ogromni izdatki so zelo obremenili državno blagajno in prispevali k slabšanju finančnega položaja Osmanskega cesarstva, ki je na koncu oktobra 1875 zamudila plačati svoj javni dolg, z naknadno vzpostavitvijo finančnega nadzora nad »bolnim človekom Evrope« leta 1881 s strani evropskih sil.
Slovesnost ob odprtju palače Dolmabahçe je potekala po Pariški mirovni pogodbi, podpisani z Ruskim cesarstvom 30. marca 1856. V časopisu Ceride-i Havâdis z dne 7. Shawwal 1272, Gregorian 11, 1856 je pisalo, da je bila palača uradno odprta 7. junija 1856.
Palača je bila dom šestim sultanom od leta 1856, ko je bila prvič naseljena, do ukinitve kalifata leta 1924: zadnji monarh, ki je tukaj živel, je bil kalif Abdulmedžid Efendi. Zakon, ki je začel veljati 3. marca 1924, je lastništvo palače prenesel na nacionalno dediščino nove Turške republike. Mustafa Kemal Atatürk, ustanovitelj in prvi predsednik Republike Turčije, je poleti uporabljal palačo kot predsedniško rezidenco in tu izdal nekaj svojih najpomembnejših del. Atatürk je v tej palači preživel zadnje dni zdravljenja, kjer je 10. novembra 1938 umrl.
Danes palačo upravlja Milli Saraylar Daire Başkanlığı (Direkcija za nacionalne palače), pristojna Velikemu narodnemu zboru Turčije.

## Lega
Lega Dolmabahçe je bil prvotno zaliv na Bosporju, ki je bil uporabljen za sidranje osmanske flote. Ta zaliv, kjer so potekale tradicionalne pomorske slovesnosti, se je s časom spremenil v močvirje. Zaliv, ki so ga začeli polniti v 17. stoletju, Območje so v 18. stoletju postopoma spreminjali v cesarski vrt, ki so ga zelo cenili osmanski sultani; iz tega vrta izvira ime Dolmabahçe (Napolnjen vrt) iz turške besede dolma, kar pomeni 'napolnjen' in bahçe, kar pomeni 'vrt'. V 18. in 19. stoletju so bile tu zgrajene različne majhne poletne palače in leseni paviljoni, ki so končno oblikovali palačni kompleks z imenom Obalna palača Beşiktaş. Območje 110.000 m² na vzhodni strani omejuje Bospor, na zahodni pa ga omejuje strm prepad, tako da je po izgradnji novega 45.000 m² velikega monobloka palače Dolmabahçe ostal razmeroma omejen prostor za vrtni kompleks, ki bi običajno obkrožajo takšno palačo.

## Oblikovanje in postavitev
Dolmabahçe je največja palača v Turčiji. Ima površino 45.000 m2 in vsebuje 285 sob, 46 dvoran, 6 kopalnic (hamam) in 68 stranišč.
Zasnova vsebuje eklektične elemente iz baročnih, rokoko in neoklasicističnih slogov, ki se mešajo s tradicionalno osmansko arhitekturo, da ustvarijo novo sintezo. Postavitev in dekoracija palače odražata vse večji vpliv evropskih slogov in standardov na osmansko kulturo in umetnost v obdobju Tanzimata. Zunanjost, zlasti pogled z Bosporja, kaže klasično evropsko dvokrilno ureditev, ki jo deli velik rizalit z dvema stranskima rizalitoma.
Po drugi strani pa palača funkcionalno ohranja elemente tradicionalnega osmanskega palačnega življenja in tudi značilnosti tradicionalnih turških domov. Strukturno je strogo ločen v južnem krilu (Mabeyn-i Hümâyûn ali Selamlık, četrt, rezervirana za moške), ki vsebuje prostore za javno predstavništvo in severno krilo (Harem-i Hümâyûn, Harem), ki služi kot zasebno stanovanje za sultana in njegovo družino. Dve funkcionalni območji sta ločeni z veliko slavnostno dvorano (Muayede Salonu) s površino 2.000 m2 in 36 m visoko kupolo. Ker je moral biti harem popolnoma izoliran od zunanjega sveta, je glavni vhod za obiskovalce na ozki južni strani. Tam so predstavniške sobe urejene za sprejeme obiskovalcev in tujih diplomatov. Območje harema vključuje osem med seboj povezanih stanovanj za sultanove žene, za njegove ljubice in priležnice ter za njegovo mamo, od katerih ima vsako svojo kopalnico.

## Décor in oprema
Medtem ko ima palača Topkapı izvrstne primere izniških ploščic in osmanskega rezbarstva, je palača Dolmabahçe obsežno okrašena z zlatom in kristalom.
Največji češki kristalni lestenec na svetu je v Svečani dvorani. Prvotno se je domnevalo, da je lestenec darilo kraljice Viktorije; leta 2006 pa so odkrili potrdilo, da ga je sultan v celoti plačal. Ima 750 svetilk in tehta 4,5 tone.
Dolmabahçe ima največjo zbirko kristalnih lestencev iz češke in Baccarat na svetu. Znamenito Kristalno stopnišče ima obliko dvojne podkve in je zgrajeno iz Baccarat kristala, medenine in mahagonija.
Za dekoracijo so bili uporabljeni dragi kamni, kot so (prokoneški) marmor, egipčanski alabaster (kalcit, znan tudi kot oniks-marmor) in porfir iz Pergamona.
Palača ima veliko število ročno izdelanih preprog iz Hereke, ki jih je izdelala Imperial Factory Hereke. Preproga Hereke, predstavljena v glavni dvorani, je največja tovrstna preproga na svetu. Predstavljene so tudi 150 let stare preproge iz medvedje kože, ki jih je sultanu podaril car Nikolaj I. Ruski
V palači je na ogled zbirka 202 oljnih slik. Vrhunec zbirke je 23 slik Ivana Aivazovskega, ki jih je ustvaril kot dvorni slikar med svojim bivanjem v Carigradu. V zbirki so tudi slike Gustava Boulangerja, Jean-Léona Gérôma, Eugèna Fromentina, Stanisława Chlebowskega, Félixa Ziema, Karla Josepha Kuwassega, Fausta Zonara, Théa van Rysselbergheja in Aleksandra Sandorja Svobode. V tem muzeju umetnosti so tudi slike turških slikarjev, kot so Osman Hamdi Bey, Halil Pasha in Osman Nuri Paša.
Že od samega začetka je oprema palače udejanjala najvišje tehnične standarde. Plinska razsvetljava in omare so bile uvožene iz Velike Britanije, medtem ko palače v celinski Evropi takrat tega še niso imele. Kasneje je bila napeljana elektrika, centralno ogrevanje in dvigalo.

## Sobe

### Dvorana Medhal – Glavni vhod
Obisk palače Dolmabahçe se začne v dvorani Medhal. Sobe, ki vodijo od Medhala, so proti morju in kopnemu. Prostore, obrnjene proti morju, so uporabljali vodilni osmanski uradniki, veliki vezir in drugi državni ministri, medtem ko so sobe, obrnjene na kopno, uporabljali različni upravitelji palače in države, kot so palača Marshall, Šejh-ul-islam (turško  شیخ‌ الاسلام, romanized: Şhaykḫu-l-İslām or Sheiklı ul-Islam - Čuvar vere) in člani predstavniškega doma (Meclis-i Mebusan) in senata (Meclis-i Ayan).
Gostje bi najprej počakali v tej dvorani, nato pa bi jih notri ob pravem času vodil uradnik palačnega protokola. Ob vstopu v Medhal se na obeh straneh sobe vidijo mize Boulle, ki imajo na vrhu monogram sultana Abdulmedžida. Tudi na kaminu je sultanov monogram. Angleški lestenec, ki visi na sredini te sobe, ima šestdeset krakov. Tkanine iz Hereke, ki se uporabljajo kot oblazinjenje pohištva in kot draperije, so v kraljevsko rdečem odtenku.

### Prostor sekretariata
Druga soba za Medhalom na desni je uradniška dvorana, imenovana tudi soba s ploščicami. Na levi steni te dvorane visi največja slika v zbirki palače, upodobitev Surre procesije Stefana Ussija. Surre se je uporabljal za sklicevanje na karavane, ki so potovale iz Carigrada v Meko med verskim mesecem Recep in so nosile denarno pomoč, ki se uporablja za vzdrževanje in okrasitev Kaabe ter za finančno pomoč lokalnemu prebivalstvu Hedžasa.
Na steni na desni je slika s podpisom Rudolfa Ernsta, ki prikazuje Požar v pariškem mestnem gledališču, in še ena Delandrejeva slika Nizozemske vaške deklice. Ta soba je okrašena s pohištvom v francoskem slogu in vsebuje tudi zelo dragocene porcelanaste vaze.

### Atatürkova soba
Mustafa Kemal Atatürk je zadnje dni svojega življenja preživel v palači, saj se mu je zdravje poslabšalo. Umrl je ob 9.05 zjutraj. 10. novembra 1938 v spalnici, ki je na območju nekdanjega harema palače. Vse ure v palači so bile po njegovi smrti ustavljene in nastavljene na 9:05. Ure zunaj njegove sobe so zdaj nastavljene na dejanski čas v Turčiji, vendar ura v sobi, v kateri je umrl, še vedno kaže na 9:05.

### Harem
Harem je bil skozi zgodovino tradicionalna značilnost številnih arhitekturnih struktur Bližnjega vzhoda. Bistvo Abdulmedžidove gradnje harema je bilo zagotoviti, da so bile zgrajene ločene četrti za kraljevo družino in njihov prosti čas. Običajna praksa je bila, da so sultanove osebne konkubine prebivale v haremu. Prostori, namenjeni bivanju in izobraževanju sultanovih otrok, pa tudi sultanovi bivalni prostori so vključeni v tisto, kar bi veljalo za harem.
Običajno je večina sultanov že vnaprej omejila javnost svojim ženam in konkubinam, vendar jim je Abdulmedžid I. brez primere dovolil, da so palačo zapustile za nakupovanje in bazar pod nadzorom.

## Vrata

### Vrata zakladnice
- Zunanja fasada vrat zakladnice (Hazine-i Hassa Kapısı) v bližini stolpa z uro Dolmabahçe. Stebri zunanje fasade vrat so v formaciji 1-2-2-1
- Notranja fasada vrat zakladnice (Hazine-i Hassa Kapısı) v bližini stolpa z uro Dolmabahçe, ki se vidi v ozadju, zunaj obzidja, levo.

### Bosporska vrata
- Zunanji pogled na Bosporska vrata
- Zunanji pogled na Bosporska vrata
- Pogled na notranjost Bosporskih vrat

## Pripadajoče stavbe
V bližini palače so številne druge stanovanjske stavbe, vključno s palačo prestolonaslednika (Veliaht Dairesi), četrt čakajočih (Musahiban Dairesi), spalnicami za služabnike (Agavat Dairesi, Bendegan Dairesi) in stražo (Baltacilar Dairesi), prostori glavnega evnuha (Kizlaragasi Dairesi). Nadaljnje stavbe so cesarske kuhinje (Matbah-i Amire), hlevi, ptičnica (Kusluk), drevesnica (Fidelik), mlin za moko, rastlinjak (Sera), delavnica preprog Hereke (Hereke dökümhanesi), tovarna stekla, livarna, lekarna itd.
V bližini palače je bila v letih 1853-1855 zgrajena mošeja v baročnem slogu, ki jo je zasnoval Garabet Balyan. Naročila ga je kraljica mati Bezm-i Âlem Valide Sultan. Od leta 1948 je bil v stavbi Pomorski muzej, vendar je bil muzej leta 1960 po državnem udaru 27. maja prestavljen na drugo lokacijo. Leta 1967 je bila mošeja vrnjena v bogoslužje.
Stolp z uro (Dolmabahçe Saat Kulesi) je bil postavljen pred Cesarska vrata (Saltanat Kapisi) na trgu ob evropski obali Bosporja poleg mošeje. Stolp je naročil sultan Abdülhamid II., zasnoval pa ga je dvorni arhitekt Sarkis Balyan med letoma 1890 in 1895. Uro je izdelala francoska urarska hiša Jean-Paul Garnier, namestil pa jo je dvorni urarski mojster Johann Mayer.